# Grand Prix cycliste de Montréal
Pour les articles homonymes, voir Grand Prix de Montréal.
Le Grand Prix Cycliste de Montréal est une course cycliste d'un jour réservée aux professionnels, qui s'est disputée à Montréal au Canada, pour la première fois le 12 septembre 2010. Cette course fut inscrite au programme du ProTour et au Calendrier mondial UCI dès sa création, puis de l'UCI World Tour à partir de 2011. Elle a lieu deux jours après le Grand Prix cycliste de Québec. Elle marque le retour du cyclisme international à Montréal 18 ans après la disparition du Grand Prix des Amériques en 1992.
Les éditions 2020 et 2021 sont annulées en raison de la pandémie de Covid-19 au Québec.

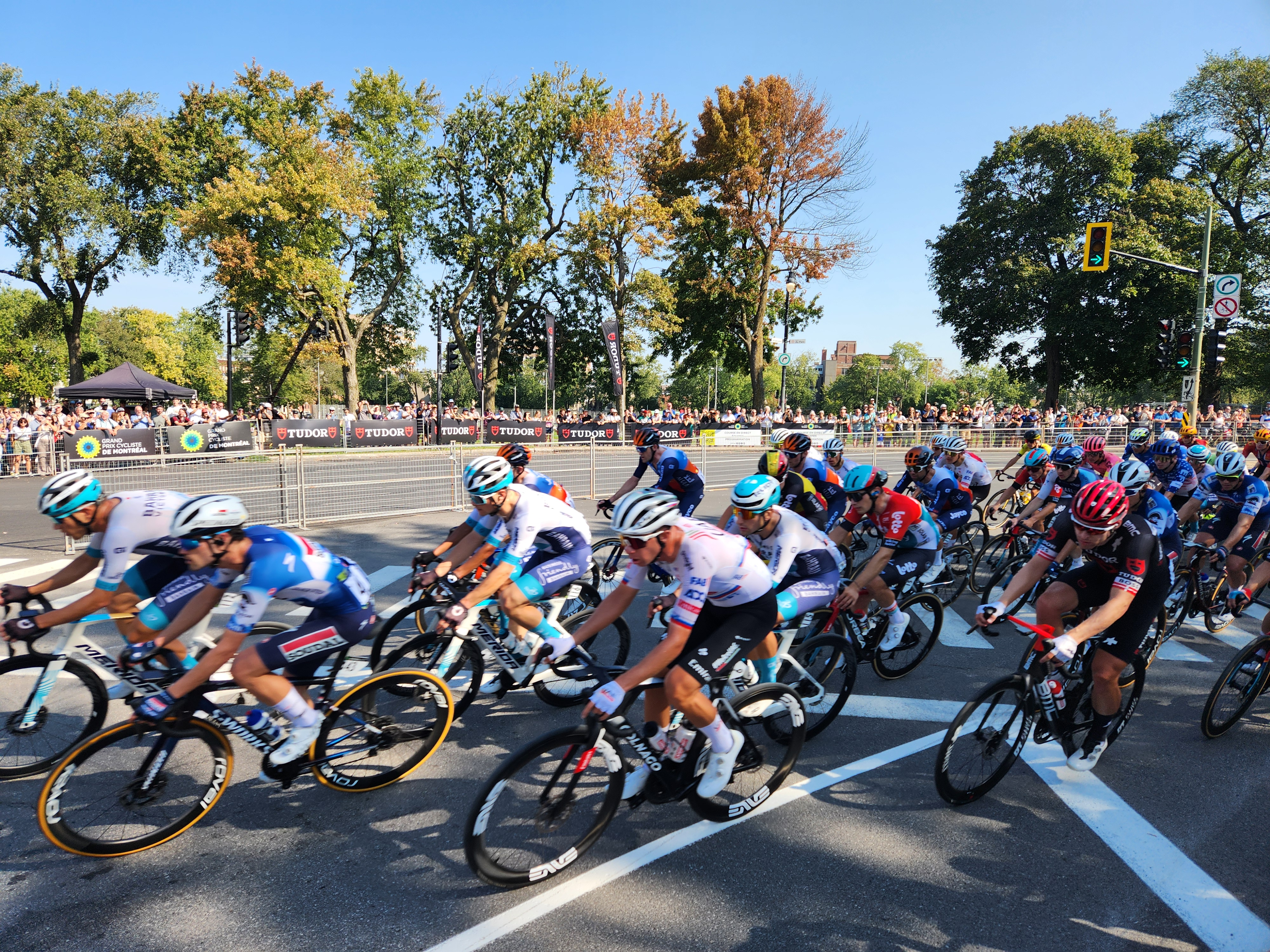
Edition de 2024 sur l'Avenue des Pins

## Palmarès

### Podiums
| Année     | Vainqueur                                        | Deuxième                                         | Troisième                                        |
| --------- | ------------------------------------------------ | ------------------------------------------------ | ------------------------------------------------ |
| 2010      | Robert Gesink                                    | Peter Sagan                                      | Ryder Hesjedal                                   |
| 2011      | Rui Costa                                        | Pierrick Fédrigo                                 | Philippe Gilbert                                 |
| 2012      | Lars Petter Nordhaug                             | Moreno Moser                                     | Alexandr Kolobnev                                |
| 2013      | Peter Sagan                                      | Simone Ponzi                                     | Ryder Hesjedal                                   |
| 2014      | Simon Gerrans                                    | Rui Costa                                        | Tony Gallopin                                    |
| 2015      | Tim Wellens                                      | Adam Yates                                       | Rui Costa                                        |
| 2016      | Greg Van Avermaet                                | Peter Sagan                                      | Diego Ulissi                                     |
| 2017      | Diego Ulissi                                     | Jesús Herrada                                    | Tom-Jelte Slagter                                |
| 2018      | Michael Matthews                                 | Sonny Colbrelli                                  | Greg Van Avermaet                                |
| 2019      | Greg Van Avermaet                                | Diego Ulissi                                     | Iván García                                      |
| 2020-2021 | Non disputé en raison de la pandémie de Covid-19 | Non disputé en raison de la pandémie de Covid-19 | Non disputé en raison de la pandémie de Covid-19 |
| 2022      | Tadej Pogačar                                    | Wout van Aert                                    | Andrea Bagioli                                   |
| 2023      | Adam Yates                                       | Pavel Sivakov                                    | Alex Aranburu                                    |
| 2024      | Tadej Pogačar                                    | Pello Bilbao                                     | Julian Alaphilippe                               |
| 2025      |                                                  |                                                  |                                                  |

### Vainqueur multiple
Mis à jour après l'édition 2024.
| Nombre de victoires | Coureur           | Nationalité | Années     |
| ------------------- | ----------------- | ----------- | ---------- |
| 2                   | Greg Van Avermaet | Belgique    | 2016, 2019 |
| 2                   | Tadej Pogačar     | Slovénie    | 2022, 2024 |

### Autres récompenses
| Année | Meilleur grimpeur | Meilleur Canadien |
| ----- | ----------------- | ----------------- |
| 2010  | Ángel Madrazo     | Ryder Hesjedal    |
| 2011  | Danny Pate        | Ryder Hesjedal    |
| 2012  | Cyril Gautier     | Ryder Hesjedal    |
| 2013  | Jan Bakelants     | Ryder Hesjedal    |
| 2014  | Louis Vervaeke    | Michael Woods     |
| 2015  | Louis Vervaeke    | Michael Woods     |
| 2016  | Benjamin Perry    | Ryder Hesjedal    |
| 2017  | Bauke Mollema     | Antoine Duchesne  |
| 2018  | Tim Wellens       | Guillaume Boivin  |
| 2019  | Nickolas Zukowsky | Michael Woods     |
| 2020  | n/a               | n/a               |
| 2021  | n/a               | n/a               |
| 2022  | Adam Yates        | Guillaume Boivin  |
| 2023  | Adam Yates        | Michael Woods     |
| 2024  | Tadej Pogačar     | Michael Woods     |